# Zafrona pulchella
Zafrona pulchella är en snäckart som först beskrevs av de Blainville 1829.  Zafrona pulchella ingår i släktet Zafrona och familjen Columbellidae. Inga underarter finns listade i Catalogue of Life.